# Echeveria harmsii
Echeveria harmsii är en fetbladsväxtart som beskrevs av Macbride. Echeveria harmsii ingår i släktet Echeveria och familjen fetbladsväxter. Inga underarter finns listade i Catalogue of Life.